# 奥列格·斯托亚诺夫斯基
奥列格·弗拉季斯拉沃维奇·斯托亚诺夫斯基（俄语：Олег Владиславович Стояновский，1996年9月26日—）生于莫斯科，是一名俄罗斯男子沙滩排球运动员。他9岁时开始打排球，当时他被热爱排球的父亲带到排球训练场地，之后他便喜欢上了排球，最初他只练室内项目，15岁开始转攻沙滩排球。他于2018年10月开始与维亚切斯拉夫·克拉西利尼科夫搭档。2019年7月，两人在德国汉堡进行的世界沙滩排球锦标赛上夺冠，成为第一对在沙滩排球世锦赛上夺冠的俄罗斯组合，斯托亚诺夫斯基也以22岁又284天的年龄成为历史上最年轻的沙滩排球世锦赛冠军得主。